# Quatrième circonscription du Doubs
La quatrième circonscription du Doubs est l'une des 5 circonscriptions législatives françaises que compte le département du Doubs (25) situé en région Bourgogne-Franche-Comté.

## Description géographique et démographique
La circonscription regroupe les anciennes divisions administratives suivants :
- Canton d'Audincourt,
- Canton d'Étupes,
- Canton de Hérimoncourt,
- Canton de Pont-de-Roide,
- Canton de Sochaux-Grand-Charmont
- Canton de Valentigney.

Pour les élections législatives de juin 2017, c'est cette composition qui fait référence, bien que le nombre et le périmètre des cantons ont changé depuis 2014.

## Historique
| Législature | Début de mandat | Fin de mandat   | Député               | Parti politique | Observations |
| ----------- | --------------- | --------------- | -------------------- | --------------- | --- |
| IXe         | 23 juin 1988    | 1er avril 1993  | Huguette Bouchardeau | DVG             | |
| Xe          | 2 avril 1993    | 21 avril 1997   | Jean Geney           | RPR             | Mandat écourté à la suite d'une dissolution parlementaire décidée par Jacques Chirac. |
| XIe         | 1er juin 1997   | 4 juillet 1997  | Pierre Moscovici     | PS              | Remplace Pierre Moscovici devenu ministre délégué aux affaires européennes. |
| XIe         | 5 juillet 1997  | 18 juin 2002    | Joseph Tyrode        | PS              | Remplace Pierre Moscovici devenu ministre délégué aux affaires européennes. |
| XIIe        | 19 juin 2002    | 19 juin 2007    | Irène Tharin         | UMP             | |
| XIIIe       | 20 juin 2007    | 16 juin 2012    | Pierre Moscovici     | PS              | Martial Bourquin lui succède du 17 au 19 juin 2012, après sa nomination dans le gouvernement Ayrault I.                                                                                         |
| XIVe        | 17 juin 2012    | 20 juillet 2012 | Pierre Moscovici     | PS              | Remplace Pierre Moscovici devenu ministre de l'Économie. Démissionnaire à la suite de sa nomination comme commissaire européen. Élu lors de l'élection législative partielle du 8 février 2015. |
| XIVe        | 20 juillet 2012 | 2 mai 2014      | Frédéric Barbier     | PS              | Remplace Pierre Moscovici devenu ministre de l'Économie. Démissionnaire à la suite de sa nomination comme commissaire européen. Élu lors de l'élection législative partielle du 8 février 2015. |
| XIVe        | 2 mai 2014      | 31 octobre 2014 | Pierre Moscovici     | PS              | Remplace Pierre Moscovici devenu ministre de l'Économie. Démissionnaire à la suite de sa nomination comme commissaire européen. Élu lors de l'élection législative partielle du 8 février 2015. |
| XIVe        | 10 février 2015 | 18 juin 2017    | Frédéric Barbier     | PS              | Remplace Pierre Moscovici devenu ministre de l'Économie. Démissionnaire à la suite de sa nomination comme commissaire européen. Élu lors de l'élection législative partielle du 8 février 2015. |
| XVe         | 21 juin 2017    | 21 juin 2022    | Frédéric Barbier     | LREM            | |
| XVIe        | 22 juin 2022    | 9 juin 2024     | Géraldine Grangier   | RN              | Mandat écourté à la suite d'une dissolution parlementaire décidée par Emmanuel Macron. |
| XVIIe       | 8 juillet 2024  | En cours        | Géraldine Grangier   | RN              | |

## Historique des élections
Voici la liste des résultats des élections législatives dans la circonscription depuis le découpage électoral de 1986 : 

### Élections de 1988
| Candidat       | Candidat                             | Parti           | Premier tour | Premier tour | Second tour | Second tour |  |
| Candidat       | Candidat                             | Parti           | Voix         | %            | Voix        | %           |  |
| -------------- | ------------------------------------ | --------------- | ------------ | ------------ | ----------- | ----------- |  |
|                | Huguette Bouchardeau sortante réélue | app. PS         | 16 492       | 43,02        | 23 810      | 56,79       |  |
|                | Jean Bourdenet                       | UDF (CDS) (URC) | 13 077       | 34,11        | 18 114      | 43,21       |  |
|                | Martial Bourquin                     | PCF             | 4 633        | 12,09        |             |             |  |
|                | Catherine Roubez                     | FN              | 3 896        | 10,16        |             |             |  |
|                | Christophe Ferrand                   | Extrême gauche  | 235          | 0,61         |             |             |  |
|                |                                      |                 |              |              |             |             |  |
| Inscrits       | Inscrits                             | Inscrits        | 64 240       | 100,00       | 64 221      | 100,00      |  |
| Abstentions    | Abstentions                          | Abstentions     | 24 917       | 38,79        | 21 091      | 32,84       |  |
| Votants        | Votants                              | Votants         | 39 323       | 61,21        | 43 130      | 67,16       |  |
| Blancs et nuls | Blancs et nuls                       | Blancs et nuls  | 990          | 2,52         | 1 206       | 2,8         |  |
| Exprimés       | Exprimés                             | Exprimés        | 38 333       | 97,48        | 41 924      | 97,2        |  |

Le suppléant d'Huguette Bouchardeau était Georges Massacrier, conseiller général du canton de Valentigney.

### Élections de 1993
| Candidat       | Candidat            | Parti                      | Premier tour | Premier tour | Second tour | Second tour |  |
| Candidat       | Candidat            | Parti                      | Voix         | %            | Voix        | %           |  |
| -------------- | ------------------- | -------------------------- | ------------ | ------------ | ----------- | ----------- |  |
|                | Jean Geney élu      | RPR (UPF)                  | 15 837       | 38,18        | 22 310      | 53,4        |  |
|                | Pierre Moscovici    | PS (ADFP)                  | 8 012        | 19,31        | 19 472      | 46,6        |  |
|                | André Jacquot       | FN                         | 5 749        | 13,86        |             |             |  |
|                | Serge Paganelli     | SÉGA                       | 4 934        | 11,89        |             |             |  |
|                | Gérard Mamet        | Les Verts (EÉ)             | 2 896        | 6,98         |             |             |  |
|                | Jean Pietoukhoff    | LT-LNÉ                     | 1 685        | 4,06         |             |             |  |
|                | Daniel Jeannin      | PCF                        | 1 332        | 3,21         |             |             |  |
|                | Georges Kvartskhava | LO                         | 913          | 2,2          |             |             |  |
|                | Christiane Gosseau  | Divers gauche (Maj. prés.) | 126          | 0,3          |             |             |  |
|                |                     |                            |              |              |             |             |  |
| Inscrits       | Inscrits            | Inscrits                   | 64 765       | 100,00       | 64 763      | 100,00      |  |
| Abstentions    | Abstentions         | Abstentions                | 20 516       | 31,68        | 19 629      | 30,31       |  |
| Votants        | Votants             | Votants                    | 44 249       | 68,32        | 45 134      | 69,69       |  |
| Blancs et nuls | Blancs et nuls      | Blancs et nuls             | 2 765        | 6,25         | 3 352       | 7,43        |  |
| Exprimés       | Exprimés            | Exprimés                   | 41 484       | 93,75        | 41 782      | 92,57       |  |

Le suppléant de Jean Geney était Pierre Pracht, UDF, médecin, adjoint au maire de Montbéliard.

### Élections de 1997
| Candidat       | Candidat              | Parti          | Premier tour | Premier tour | Second tour | Second tour |  |
| Candidat       | Candidat              | Parti          | Voix         | %            | Voix        | %           |  |
| -------------- | --------------------- | -------------- | ------------ | ------------ | ----------- | ----------- |  |
|                | Pierre Moscovici élu  | PS             | 14 203       | 33,05        | 25 771      | 58,15       |  |
|                | Jean Geney sortant    | RPR            | 11 562       | 26,9         | 18 545      | 41,85       |  |
|                | Alain Sebille         | FN             | 7 861        | 18,29        |             |             |  |
|                | Yves Adami            | PCF            | 2 066        | 4,81         |             |             |  |
|                | Noëlle Grimme         | SÉGA           | 1 863        | 4,33         |             |             |  |
|                | José Paz              | GÉ             | 1 728        | 4,02         |             |             |  |
|                | Marie-France Mouquand | MDC            | 1 603        | 3,73         |             |             |  |
|                | Georges Kvartskhava   | LO             | 1 216        | 2,83         |             |             |  |
|                | Philippe Lutz         | LDI (MPF)      | 878          | 2,04         |             |             |  |
|                |                       |                |              |              |             |             |  |
| Inscrits       | Inscrits              | Inscrits       | 63 846       | 100,00       | 63 842      | 100,00      |  |
| Abstentions    | Abstentions           | Abstentions    | 18 784       | 29,42        | 16 333      | 25,58       |  |
| Votants        | Votants               | Votants        | 45 062       | 70,58        | 47 509      | 74,42       |  |
| Blancs et nuls | Blancs et nuls        | Blancs et nuls | 2 082        | 4,62         | 3 193       | 6,72        |  |
| Exprimés       | Exprimés              | Exprimés       | 42 980       | 95,38        | 44 316      | 93,28       |  |

Le suppléant de Pierre Moscovici était Joseph Tyrode, technicien, conseiller général du canton de Valentigney, maire de Mandeure. Joseph Tyrode remplaça Pierre Moscovici, nommé membre du Gouvernement, du 5 juillet 1997 au 18 juin 2002.

### Élections de 2002
| Candidat       | Candidat                 | Parti            | Premier tour | Premier tour | Second tour | Second tour |  |
| Candidat       | Candidat                 | Parti            | Voix         | %            | Voix        | %           |  |
| -------------- | ------------------------ | ---------------- | ------------ | ------------ | ----------- | ----------- |  |
|                | Pierre Moscovici sortant | PS               | 14 201       | 34,58        | 18 706      | 49,78       |  |
|                | Irène Tharin élue        | UMP              | 13 351       | 32,51        | 18 868      | 50,22       |  |
|                | Sophie Montel            | FN               | 8 053        | 19,61        |             |             |  |
|                | Yves Adami               | PCF              | 972          | 2,37         |             |             |  |
|                | Marie-France Mouquand    | Pôle républicain | 953          | 2,32         |             |             |  |
|                | Yves Vola                | GÉ               | 764          | 1,86         |             |             |  |
|                | Georges Kvartskhava      | LO               | 628          | 1,53         |             |             |  |
|                | Daniel Jeannin           | PT               | 478          | 1,16         |             |             |  |
|                | Gérard Rayot             | MNR              | 470          | 1,14         |             |             |  |
|                | Alain Sébille            | Extrême droite   | 372          | 0,91         |             |             |  |
|                | Marie Graff              | CPNT             | 355          | 0,86         |             |             |  |
|                | Mustapha Lounès          | Divers           | 296          | 0,72         |             |             |  |
|                | Jean-Claude Bonnot       | Divers           | 175          | 0,43         |             |             |  |
|                |                          |                  |              |              |             |             |  |
| Inscrits       | Inscrits                 | Inscrits         | 65 602       | 100,00       | 65 603      | 100,00      |  |
| Abstentions    | Abstentions              | Abstentions      | 23 495       | 35,81        | 26 108      | 39,8        |  |
| Votants        | Votants                  | Votants          | 42 107       | 64,19        | 39 495      | 60,2        |  |
| Blancs et nuls | Blancs et nuls           | Blancs et nuls   | 1 039        | 2,47         | 1 921       | 4,86        |  |
| Exprimés       | Exprimés                 | Exprimés         | 41 068       | 97,53        | 37 574      | 95,14       |  |

Le suppléant d'Irène Tharin était Pierre-Olivier Favre, consultant matrimonial.

### Élections de 2007
| Candidat       | Candidat                | Parti          | Premier tour | Premier tour | Second tour | Second tour |  |
| Candidat       | Candidat                | Parti          | Voix         | %            | Voix        | %           |  |
| -------------- | ----------------------- | -------------- | ------------ | ------------ | ----------- | ----------- |  |
|                | Irène Tharin sortante   | UMP            | 16 351       | 41,35        | 19 730      | 49,07       |  |
|                | Pierre Moscovici élu    | PS             | 13 864       | 35,06        | 20 480      | 50,93       |  |
|                | Sophie Montel           | FN             | 3 315        | 8,38         |             |             |  |
|                | Catherine Guépratte     | UDF–MoDem      | 1 834        | 4,64         |             |             |  |
|                | Françoise Grosjean      | Les Verts      | 1 003        | 2,54         |             |             |  |
|                | Fabienne Finck          | LCR            | 779          | 1,97         |             |             |  |
|                | Chantal Adami           | PCF            | 575          | 1,45         |             |             |  |
|                | Michel Treppo           | LO             | 411          | 1,04         |             |             |  |
|                | Catherine Le Maout      | MPF            | 324          | 0,82         |             |             |  |
|                | Yves Vola               | GÉ             | 296          | 0,75         |             |             |  |
|                | Bernard Richard         | MNR            | 258          | 0,65         |             |             |  |
|                | Héribert Dru            | PT             | 195          | 0,49         |             |             |  |
|                | André-Michel Schaeffner | COM            | 172          | 0,43         |             |             |  |
|                | Elisabeth Gladstone     | Divers         | 166          | 0,42         |             |             |  |
|                |                         |                |              |              |             |             |  |
| Inscrits       | Inscrits                | Inscrits       | 67 563       | 100,00       | 67 556      | 100,00      |  |
| Abstentions    | Abstentions             | Abstentions    | 27 249       | 40,33        | 25 995      | 38,48       |  |
| Votants        | Votants                 | Votants        | 40 314       | 59,67        | 41 561      | 61,52       |  |
| Blancs et nuls | Blancs et nuls          | Blancs et nuls | 771          | 1,91         | 1 351       | 3,25        |  |
| Exprimés       | Exprimés                | Exprimés       | 39 543       | 98,09        | 40 210      | 96,75       |  |

Le suppléant de Pierre Moscovici était Martial Bourquin, ancien ouvrier, conseiller régional, maire d'Audincourt. Martial Bourquin remplaça Pierre Moscovici, nommé membre du gouvernement, du 17 au 19 juin 2012. Élu sénateur le 21 septembre 2008, il ne siégea pas à l'Assemblée nationale.

### Élections de 2012
| Candidat       | Candidat                       | Parti          | Premier tour | Premier tour | Second tour | Second tour |  |
| Candidat       | Candidat                       | Parti          | Voix         | %            | Voix        | %           |  |
| -------------- | ------------------------------ | -------------- | ------------ | ------------ | ----------- | ----------- |  |
|                | Pierre Moscovici sortant réélu | PS             | 16 421       | 40,81        | 19 311      | 49,32       |  |
|                | Sophie Montel                  | RBM (FN)       | 9 605        | 23,87        | 9 581       | 24,47       |  |
|                | Charles Demouge                | UMP            | 9 341        | 23,21        | 10 260      | 26,21       |  |
|                | Chantal Adami                  | FG (PCF) (NPA) | 1 252        | 3,11         |             |             |  |
|                | Ilker Ciftci                   | Divers gauche  | 961          | 2,39         |             |             |  |
|                | Bernard Lachambre              | EÉLV           | 801          | 1,99         |             |             |  |
|                | Didier Klein                   | PRV            | 673          | 1,67         |             |             |  |
|                | Jean-Claude Durupt             | CpF (MoDem)    | 409          | 1,02         |             |             |  |
|                | Daniel Jeannin                 | POI            | 230          | 0,57         |             |             |  |
|                | Michel Treppo                  | LO             | 208          | 0,52         |             |             |  |
|                | Guillaume Reffay               | AÉI            | 182          | 0,45         |             |             |  |
|                | Antonio Sanchez                | COM            | 154          | 0,38         |             |             |  |
|                |                                |                |              |              |             |             |  |
| Inscrits       | Inscrits                       | Inscrits       | 67 395       | 100,00       | 67 392      | 100,00      |  |
| Abstentions    | Abstentions                    | Abstentions    | 26 624       | 39,5         | 27 540      | 40,87       |  |
| Votants        | Votants                        | Votants        | 40 771       | 60,5         | 39 852      | 59,13       |  |
| Blancs et nuls | Blancs et nuls                 | Blancs et nuls | 534          | 1,31         | 700         | 1,76        |  |
| Exprimés       | Exprimés                       | Exprimés       | 40 237       | 98,69        | 39 152      | 98,24       |  |

Le suppléant de Pierre Moscovici était Frédéric Barbier, conseiller général du canton de Pont-de-Roide, Premier adjoint au maire de Pont-de-Roide. Frédéric Barbier remplaça Pierre Moscovici, nommé membre du gouvernement, du 22 juillet 2012 au 2 mai 2014.

### Élection partielle de 2015
À la suite de la démission le 4 novembre 2014 de Pierre Moscovici de son mandat de député imposée par sa nomination en qualité de commissaire européen aux affaires économiques et monétaires dans la Commission Juncker, une législative partielle doit être organisée. Le poste est brigué par son suppléant.
L'élection se déroule les 1er et 8 février. Il s'agit de la première élection depuis les attentats de janvier 2015 à Paris. L'UMP, éliminée à la suite du premier tour, décide de refuser le Front républicain proposé par le Parti socialiste, et appelle à voter ni pour le candidat socialiste, ni pour le candidat frontiste (position politique dite du « Ni-ni »).
Cependant, cette posititon ne sera pas respectée par bon nombre de cadres du parti à l'image de Nathalie Kosciusko-Morizet ou d'Alain Juppé qui appellerons clairement à voter pour le candidat PS,.
| Candidat       | Candidat             | Parti          | Premier tour | Premier tour | Second tour | Second tour |  |
| Candidat       | Candidat             | Parti          | Voix         | %            | Voix        | %           |  |
| -------------- | -------------------- | -------------- | ------------ | ------------ | ----------- | ----------- |  |
|                | Sophie Montel        | FN             | 8 382        | 32,60        | 14 641      | 48,57       |  |
|                | Frédéric Barbier élu | PS             | 7 416        | 28,85        | 15 504      | 51,43       |  |
|                | Charles Demouge      | UMP            | 6 824        | 26,54        |             |             |  |
|                | Vincent Adami        | FG (PCF)       | 941          | 3,66         |             |             |  |
|                | Bernard Lachambre    | EÉLV           | 799          | 3,11         |             |             |  |
|                | Michel Treppo        | LO             | 404          | 1,57         |             |             |  |
|                | Alde Vinci           | PDF            | 315          | 1,23         |             |             |  |
|                | Jean-Claude Bonnot   | Divers         | 152          | 0,59         |             |             |  |
|                | Yannick Hervé        | UPR            | 147          | 0,57         |             |             |  |
|                | Ismaël Boudjekada    | Divers         | 137          | 0,53         |             |             |  |
|                | Antonio Sanchez      | COM            | 127          | 0,49         |             |             |  |
|                | Marc Ouchebbouk      | Divers         | 40           | 0,16         |             |             |  |
|                | Nicolas Rousseaux    | Divers droite  | 26           | 0,10         |             |             |  |
|                |                      |                |              |              |             |             |  |
| Inscrits       | Inscrits             | Inscrits       | 66 825       | 100,00       | 66 926      | 100,00      |  |
| Abstentions    | Abstentions          | Abstentions    | 40 389       | 60,44        | 34 087      | 50,93       |  |
| Votants        | Votants              | Votants        | 26 436       | 39,56        | 32 839      | 49,07       |  |
| Blancs et nuls | Blancs et nuls       | Blancs et nuls | 726          | 2,75         | 2 694       | 8,2         |  |
| Exprimés       | Exprimés             | Exprimés       | 25 710       | 97,25        | 30 145      | 91,8        |  |

### Élections de 2017
|                                                                        | |                           |                           |                          |                          |
|                                                                        | | Premier tour 11 juin 2017 | Premier tour 11 juin 2017 | Second tour 18 juin 2017 | Second tour 18 juin 2017 |
|                                                                        | |                           |                           |                          |                          |
|                                                                        | | Nombre                    | % des inscrits            | Nombre                   | % des inscrits           |
| Inscrits                                                               | Inscrits                                                                                                   | 66 869                    | 100,00                    | 66 862                   | 100,00                   |
| Abstentions                                                            | Abstentions                                                                                                | 35 279                    | 52,76                     | 38 317                   | 57,31                    |
| Votants                                                                | Votants | 31 590                    | 47,24                     | 28 545                   | 42,69                    |
|                                                                        | |                           | % des votants             |                          | % des votants            |
| Bulletins blancs                                                       | Bulletins blancs                                                                                           | 581                       | 1,84                      | 1 940                    | 6,80                     |
| Bulletins nuls                                                         | Bulletins nuls                                                                                             | 257                       | 0,81                      | 904                      | 3,17                     |
| Suffrages exprimés                                                     | Suffrages exprimés                                                                                         | 30 752                    | 97,35                     | 25 701                   | 90,04                    |
|                                                                        | |                           |                           |                          |                          |
| Candidat Étiquette politique (partis et alliances)                     | Candidat Étiquette politique (partis et alliances)                                                         | Voix                      | % des exprimés            | Voix                     | % des exprimés           |
|                                                                        | |                           |                           |                          |                          |
|                                                                        | Frédéric Barbier (député sortant) La République en marche ! (Parti socialiste)                             | 11 524                    | 37,47                     | 15 841                   | 61,64                    |
|                                                                        | Sophie Montel Front national                                                                               | 7 409                     | 24,09                     | 9 860                    | 38,36                    |
|                                                                        | Valère Nedey Les Républicains (Union des démocrates et indépendants - Chasse, pêche, nature et traditions) | 5 325                     | 17,32                     |                          |                          |
|                                                                        | Nadia Barznica La France insoumise                                                                         | 3 287                     | 10,69                     |                          |                          |
|                                                                        | Anna Maillard Europe Écologie Les Verts                                                                    | 1 141                     | 3,71                      |                          |                          |
|                                                                        | Christine Besançon Debout la France                                                                        | 742                       | 2,41                      |                          |                          |
|                                                                        | Corinne Riquet Parti communiste français                                                                   | 528                       | 1,72                      |                          |                          |
|                                                                        | Michel Treppo Lutte ouvrière                                                                               | 327                       | 1,06                      |                          |                          |
|                                                                        | Gaëlle Pierron Union populaire républicaine                                                                | 230                       | 0,75                      |                          |                          |
|                                                                        | Yusuf Cetin Parti égalité et justice                                                                       | 120                       | 0,39                      |                          |                          |
|                                                                        | Antonio Sanchez Extrême gauche (Communistes)                                                               | 119                       | 0,39                      |                          |                          |
| Source : Ministère de l'Intérieur - Quatrième circonscription du Doubs | |                           |                           |                          |                          |

La suppléante de Frédéric Barbier était Martine Voidey, maire de Voujeaucourt.

### Élections de 2022
Les élections législatives françaises de 2022 se déroulent les dimanches 12 et 19 juin 2022.
|                                                    |                                                                 |                           |                           |                          |                          |
|                                                    |                                                                 | Premier tour 12 juin 2022 | Premier tour 12 juin 2022 | Second tour 19 juin 2022 | Second tour 19 juin 2022 |
|                                                    |                                                                 |                           |                           |                          |                          |
|                                                    |                                                                 | Nombre                    | % des inscrits            | Nombre                   | % des inscrits           |
| Inscrits                                           | Inscrits                                                        | 65 534                    | 100                       | 65 553                   | 100                      |
| Abstentions                                        | Abstentions                                                     | 36 069                    | 55,04                     | 37 331                   | 56,95                    |
| Votants                                            | Votants                                                         | 29 465                    | 44,96                     | 28 222                   | 43,05                    |
|                                                    |                                                                 |                           | % des votants             |                          | % des votants            |
| Bulletins blancs                                   | Bulletins blancs                                                | 450                       | 1,53                      | 1 456                    | 5,16                     |
| Bulletins nuls                                     | Bulletins nuls                                                  | 230                       | 0,78                      | 567                      | 2,01                     |
| Suffrages exprimés                                 | Suffrages exprimés                                              | 28 785                    | 97,69                     | 26 199                   | 92,83                    |
|                                                    |                                                                 |                           |                           |                          |                          |
| Candidat Étiquette politique (partis et alliances) | Candidat Étiquette politique (partis et alliances)              | Voix                      | % des exprimés            | Voix                     | % des exprimés           |
|                                                    |                                                                 |                           |                           |                          |                          |
|                                                    | Géraldine Grangier Rassemblement national                       | 8 738                     | 30,36                     | 13 357                   | 50,98                    |
|                                                    | Frédéric Barbier Ensemble                                       | 7 878                     | 27,37                     | 12 842                   | 49,02                    |
|                                                    | Brigitte Cottier Nouvelle Union populaire écologique et sociale | 5 791                     | 20,12                     |                          |                          |
|                                                    | Matthieu Bloch Les Républicains                                 | 3 098                     | 10,76                     |                          |                          |
|                                                    | Philippe Vourron Reconquête                                     | 1 232                     | 4,28                      |                          |                          |
|                                                    | Yves Vola Écologistes                                           | 658                       | 2,29                      |                          |                          |
|                                                    | Jean-Marc Ajoux Divers centre                                   | 513                       | 1,78                      |                          |                          |
|                                                    | Michel Treppo Lutte ouvrière                                    | 408                       | 1,42                      |                          |                          |
|                                                    | Elisabeth Canard Droite souverainiste                           | 251                       | 0,87                      |                          |                          |
|                                                    | Fatia Sadiq Divers                                              | 218                       | 0,76                      |                          |                          |

Le suppléant de Géraldine Grangier était Jacques Denis, ancien ouvrier, maire de Rougemontot.

### Élections de 2024
| Résultats des élections législatives des 30 juin et 7 juillet 2024 de la 4e circonscription du Doubs |                          |                          |                          |              |              |             |             |
| Candidat                                                                                             | Candidat                 | Parti et coalition       | Nuance                   | Premier tour | Premier tour | Second tour | Second tour |
| Candidat                                                                                             | Candidat                 | Parti et coalition       | Nuance                   | Voix         | %            | Voix        | %           |
| | Géraldine Grangier       | RN                       | RN                       | 19 891       | 47,63        | 22 274      | 54,85       |
| | Magali Duvernois         | PS (NFP)                 | UG                       | 11 804       | 26,28        | 18 333      | 45,15       |
| | Philippe Gautier         | HOR (ENS)                | ENS                      | 8 531        | 20,43        | Retrait     | Retrait     |
| | Yves Volla               | MEI                      | ECO                      | 902          | 2,16         | Éliminés    | Éliminés    |
| | Michel Treppo            | LO                       | EXG                      | 634          | 1,52         | Éliminés    | Éliminés    |
| |                          |                          |                          |              |              |             |             |
| Votes valides                                                                                        | Votes valides            | Votes valides            | Votes valides            | 41 762       | 97,26        | 40 607      | 92,98       |
| Votes blancs                                                                                         | Votes blancs             | Votes blancs             | Votes blancs             | 770          | 1,79         | 2 128       | 4,87        |
| Votes nuls                                                                                           | Votes nuls               | Votes nuls               | Votes nuls               | 408          | 0,95         | 939         | 2,15        |
| Total                                                                                                | Total                    | Total                    | Total                    | 42 940       | 100          | 43 674      | 100         |
| Abstention                                                                                           | Abstention               | Abstention               | Abstention               | 22 529       | 34,41        |             |             |
| Inscrits / participation                                                                             | Inscrits / participation | Inscrits / participation | Inscrits / participation | 65 469       | 65,59        |             |             |

Le suppléant de Géraldine Grangier est Jacques Ricciardetti, conseiller régional de Bourgogne-Franche-Comté, ancien maire de Tressandans.

#### Département du Doubs
- La fiche de l'INSEE de cette circonscription : « Tableaux et Analyses de la quatrième circonscription du Doubs », sur insee.fr, site de l'Institut national de la statistique et des études économiques (consulté le 10 juin 2007) [PDF]

- « Tous les députés du département du Doubs depuis 1789 » [archive du 28 septembre 2007], sur assemblee-nationale.fr, site de l'Assemblée nationale française (consulté le 10 juin 2007)

- « Informations contentieuses sur le département du Doubs (Élections législatives de 2002) »(Archive.org • Wikiwix • Archive.is • Google • Que faire ?), sur conseil-constitutionnel.fr, site du Conseil constitutionnel (consulté le 13 juin 2007)

#### Circonscriptions en France
- « Carte des circonscriptions législatives en France », sur assemblee-nationale.fr, site de l'Assemblée nationale française (consulté le 10 juin 2007)

- « Résultats électoraux officiels en France »(Archive.org • Wikiwix • Archive.is • Google • Que faire ?), sur interieur.gouv.fr, site du ministère de l'Intérieur (France) (consulté le 13 juin 2007)

- Description et Atlas des circonscriptions électorales de France sur http://www.atlaspol.com, Atlaspol, site de cartographie géopolitique, consulté le 13 juin 2007.